# Korplje
Korplje – wieś w Słowenii, w gminie Slovenska Bistrica. W 2018 roku liczyła 37 mieszkańców.